# Вороново (садиба)
Вороново (Подольський район)— старовинна дворянська садиба на відстані 73 кілометри від сучасної Москви.

## Історичні дані

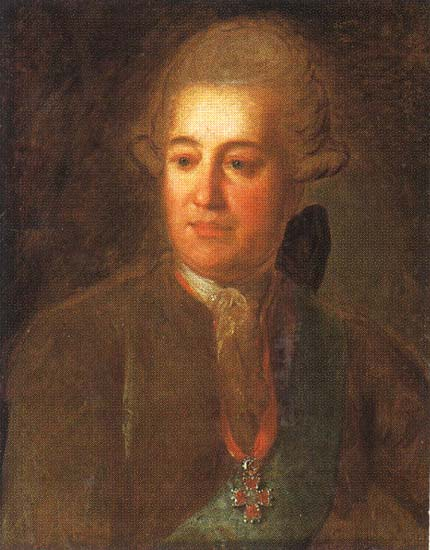
Воронцов Іван Ларіонович

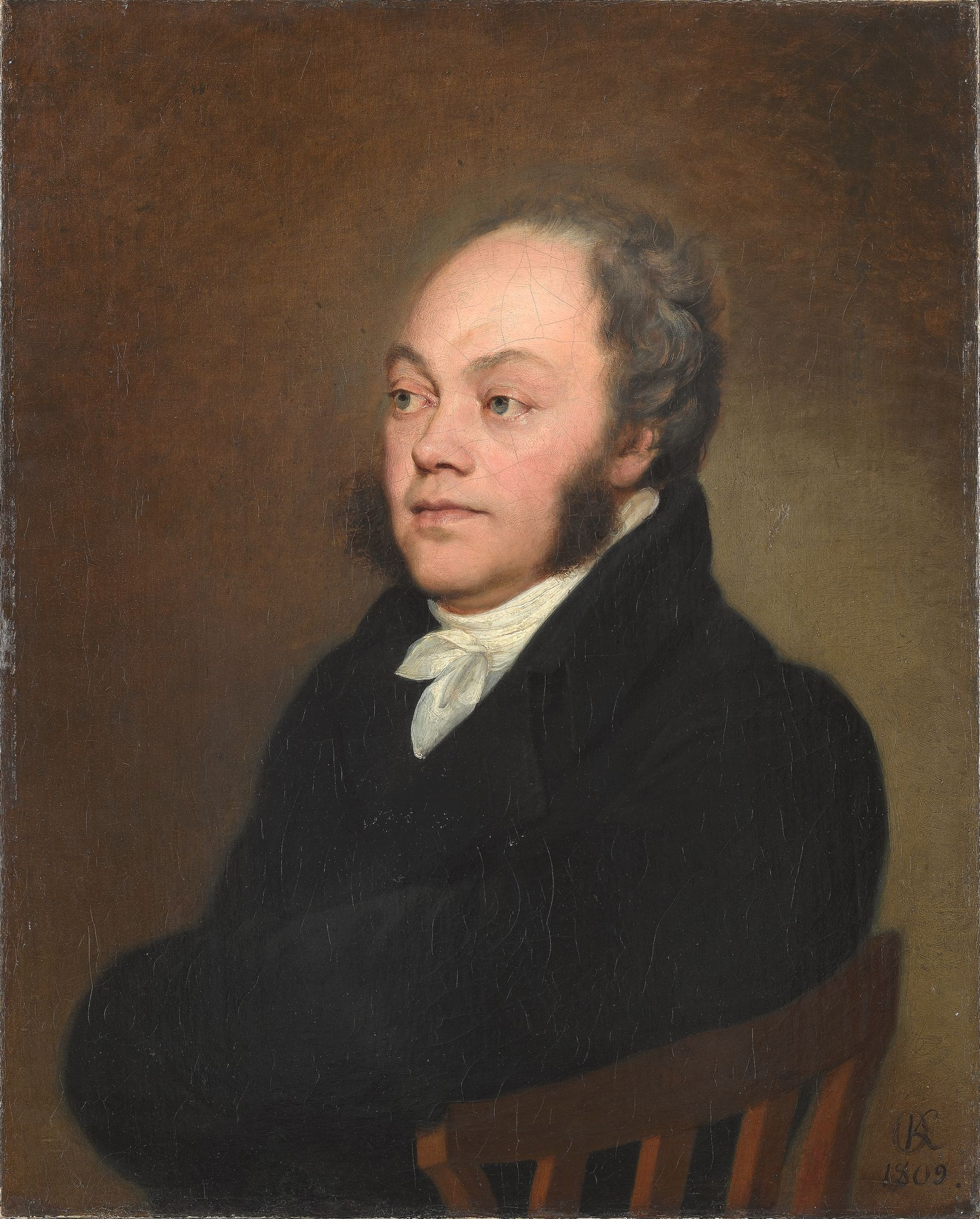
Ростопчін Федір Васильович.

- В 16 столітті маєтком володів Вороной-Волинський. За його прізвищем за місцевістю закріпилась назва Вороново та виникла назва річки — Воронка. Маєток з селом продали і деякий час володарювали тут ченці Троїце-Сергієва монастиря. Потім володарями знову стали Волинські.

- В 1740-х роках володаркою була Волинська Марія Артемівна. З нею пошлюбився Воронцов Іван Ларіонович (1719–1786), представник могутньої дворянської родини, з якої вийшов канцлер Воронцов Михайло Ларіонович (1714–1767). За часів подружжя Воронцових садиба Вороново пережила перший розквіт, коли були створені бароковий палац, сад бароко на терасах, паркові павільйони, штучні ставки, церква Спаса (пам'ятка архітектури 1763 р.), стайні, оранжерея. Садиба настільки уславилась, що її відвідала російська імператриця Катерина ІІ 1775 року. Марія Артемівна померла 1792 року і садибу продали.

Стара барокова садиба подобалась мало вже нащадкам Воронцових. Вони поруйнували бароковий палац і регулярний парк. На старому місті вибудували новий палац в стилі класицизм(проект створив Львов Микола Олександрович) і додали значні ділянки для створення пейзажного парка.

## Садиба в період 1812–1815 рр
- Новий володар — граф Ростопчін Федір Васильович (1763–1826).

Тривожний, полохливий Ростопчін мало кому довіряв і в усьому вбачав заколоти і зради. З міркувань безпеки наказав створити в садибі підземні ходи, обкладені цеглою, особливо до стаєнь на випадок заворушень. Можливо, на рішення придбати саме цю садибу вплинула наявність старих підземних галерей, створених ще за часів Воронцових.
Дванадцять років новий володар витратив на придбання порцеляни, килимів, картин і скульптур, якими прикрасив власну резиденцію в Вороново. Але розпочалася війна в Наполеоном. Марнославний Ростопчін зробив вдалу спробу створити державну кар'єру і виборов посаду московського голови і чин генерала. Саме він ніс головну відповідальність за евакуацію мешканців міста, поранених вояків і державних скарбів з Москви, яку віддали на пограбування арміям Наполеона. Ростопчін встиг побувати в Вороново, де запакував і вивіз власне майно, а палац- підпалив. По закінченню війни він вийде у відставку і житиме за кордоном — в Німеччині, Великій Британії, а потім в Парижі, нічим не видаючи з себе колишнього ворога французьких армій. Відомо, що він продавав за кордоном вивезене майно і коштовності. А по поверненню в Російську імперію подав клопотання про допомогу через втрати в війні. Імператор, котрий знав, що за кількістю майна Ростопчін входив в п'ятірку найбагатших людей імперії, відмовив саме Ростопчіну, тоді як активно допомагав дійсно постраждалим дворянським родинам. Садово-парковий ансамбль в Вороново втратив палац, частку паркових павільйонів, Грот, сад бароко, фігурний ставок. На місті останнього зробили нову греблю і новий Великий став довжиною близько одного кілометра.
Впродовж 19 століття Вороново належало родинам Толстих, Шеремєтєвих і Сабурових.

## Будинок відпочинку Госплану СРСР
Після більшовицького перевороту 1917 року дворянська садиба була націоналізована. Доля стати новою лікарнею для психічно хворих чи туберкульозним санаторієм оминула садибу. Її ремонтували і згодом зробили Будинком відпочинку для посадовців Госплана СРСР. На території парка за Великим ставом створили нове селище з багатоповерхівками. Колишній палац доби класицизму — за часів СРСР перебудовували шість разів, тому важко відзначити, що саме тут належить бароко чи залишкам іншої історичної доби. Були проведені приховані дослідження підземних ходів на території садиби. Всі входи до них та частка відрізків або засипані, або замуровані.

## Стан на початок 21 ст

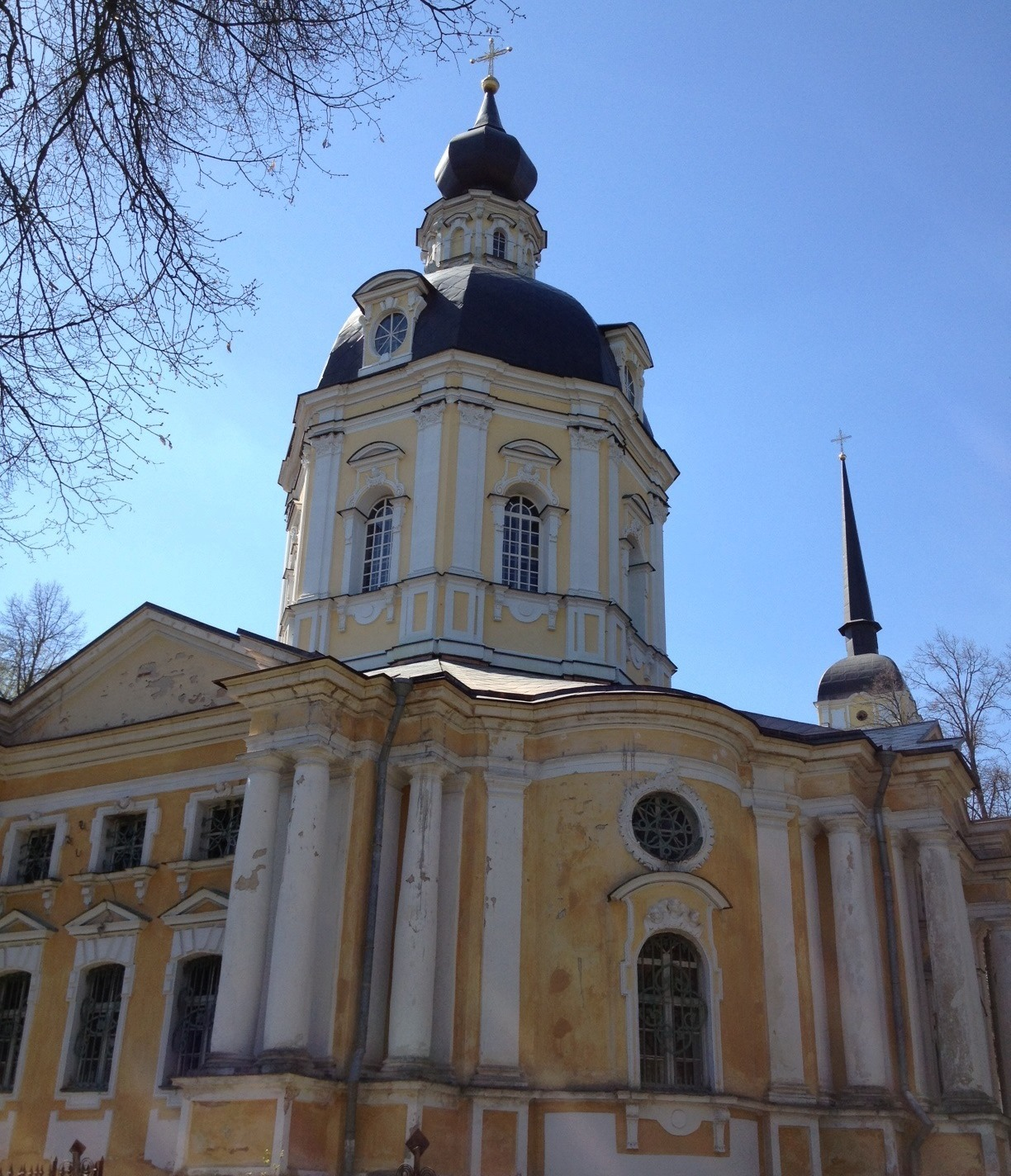
Арх. Карл Бланк. Садибна церква Спаса, сер. 18 ст.

Палацово-парковий ансамбль в Вороново зберігся, незважаючи на втрати. Споруді палацу в черговий раз повернули фасади на середину 18 століття і дахи з переломом. Жодний з історичних інтер'єрів — не збережений. Від доби бароко ансамбль має парковий павільйон Голландський будиночок, залишки терас і церкву Спаса (1763 р.), навколо якої виник сільський цвинтар, кінний двір, залишки господарських споруд. Збережені і доглянуті Великий став і нове селище за ним з багатоповерхівками на території пейзажного парку.